# تشارلز كيمب
تشارلز كيمب (بالإنجليزية: Charles Kemp)‏ (30 يناير 1864 في المملكة المتحدة - 3 ديسمبر 1940 بملبورن في أستراليا) هو لاعب كريكت أسترالي. لعب مع فريق فكتوريا للكريكت وفريق جنوب أستراليا للكريكت ‏.

## وصلات خارجية
- تشارلز كيمب على موقع إي آس بي آن كريك إنفو (الإنجليزية)